# Hearts of Iron III
Hearts of iron III er et strategispil udviklet og udgivet af Paradox Interactive. Det blev udgivet til windowscomputere den 7. august 2009, og Mac-versionen blev udgivet d. 7 december samme år. I 2016 blev det efterfulgt af Hearts of Iron IV. 
Spillet er det tredje i serien Hearts of iron, som foregår under anden verdenskrig. 
Spillet fik en middelmådig modtagelse, især pga. de mange småfejl, som var i spillet. Det havde en gennemsnitlig score på 77 på Metacritic.

## Spillets gang
Spilleren kan tage kontrol over alle nationer i verden. Spilleren kan vælge scenarier, der starter i enten 1936 eller 1939 og derefter skal spilleren styre nationen til sejr. Man styrer stort set alle dele af nationen fra produktion, forskning, Spionage, troppebevægelser og diplomati.
Spillet er centreret om de 3 faktioner; Aksemagterne (ledet af Nazi-Tyskland), Komintern (ledet af Sovjetunionen) og de allierede (ledet af Storbritannien). Alle andre nationer kan vælge af blive en del af en af disse faktioner.

## Udvidelser
Der er blevet udgivet 3 udvidelser til Hearts of Iron 3: Semper FI, For The Motherland og Their Finest Hour.
Desuden er der en række af grafiske udvidelser, der ikke ændrer på selve spillet.
| Spil | Spire Denne artikel om spil eller lege er en spire som bør udbygges. Du er velkommen til at hjælpe Wikipedia ved at udvide den. |